# Ardendrain
Ardendrain (Schots-Gaelisch: Àird an Dreaghainn) is een nederzetting in Glen Convinth in de Schotse Hooglanden.